# خالد مشبال
خالد مشبال (مواليد تطوان - توفي يوم السبت 19 أغسطس 2017 بطنجة)، هو إعلامي مغربي ويعتبر من رواد الإعلام الوطني في مغرب بعد الاستقلال، إذ كان قد تولى إدارة إذاعة طنجة من سنة 1984 إلى سنة 1995.

## حياته العلمية والعملية
من مواليد مدينة تطوان وهو خرّيج «المسيد» و«المعهد الحر» الذي أسسته الحركة الوطنية بداية القرن الماضي، كشكل من عصرنة التعليم التقليدي، (واستقر في طنجة منذ 1958) ساهم في تأسيس أول نقابة إعلامية في المغرب، سنة 1959، بتشجيع من عالم الجغرافيا السياسية المهدي المنجرة.
وسبق للراحل أن مثل الإعلام المغربي في ندوات وطنية وعربية ودولية، إضافة إلى نيله الجائزة الوطنية الكبرى للصحافة سنة 2005، مع توشيحه بوسام ملكي من الدرجة الرفيعة؛ وذلك خلال الاحتفال بالذكرى السنوية لليوم الوطني للإعلام.
كما عُرف الفقيد بمبادراته الإعلامية المتميزة، وعلى رأسها:
- تأسيسه لمشروع سلسلة شراع، التي عملت على نشر مئات الكتب حول عديد القضايا والأسئلة الثقافية والإعلامية والأدبية والفكرية، دعماً منها لحركة الكتابة والنشر والقراءة". كان انخراط الراحل في مشروع وطني كبير بمساهمته الفاعلة في إخراج تجربة "كتاب الجيب"، الذي كان يطبع أمهات الكتب والإصدارات ويجعلها في متناول القارئ المغربي (مبلغ 10 دراهم/ ما يقارب دولاراً واحداً).
- ساهم في تأسيس «المنظمة المغربية للإعلام الجديد» 201 مع مجموعة من زملائه الإعلاميين، وقد كان هذا النزوع إلى «إعلام جديد» جزءاً أساسياً في مسيرته.[1]

## وفاته
توفي في الساعات الأولى من ليلة الجمعة/ السبت 19 أغسطس 2017 على الساعة الحادية عشرة و 45 دقيقة، بمنزله بمدينة طنجة، بعد صراع طويل مع المرض، وذلك عن سنّ ناهز 83 سنة. ودفن بمقبرة سيدي اعمر بطنجة.

## جوائز
- الجائزة الوطنية الكبرى للصحافة سنة 2005،
- توشيحه بوسام ملكي من الدرجة الرفيعة؛ (وذلك خلال الاحتفال بالذكرى السنوية لليوم الوطني للإعلام).

## مؤلفات عنه
- كتاب: «خالد مشبال الإعلامي الذي لم يفقد ظله»، للمؤلفين: حسن بيريش وعبد الرزاق الصمدي. (الكتاب يجسد السيرة الاعلامية وعلاقتها بالنضال النقابي والسياسي لرائد الإعلام الوطني خالد مشبال.)

## وصلات خارجية
- خالد مشبال في ذمة الله بعد صراع طويل مع المرض
- مشبال.. شراع توقّف في طنجة